# Cmentarz Świętokrzyski w Gorzowie Wielkopolskim
Cmentarz Świętokrzyski w Gorzowie Wielkopolskim – położony w Gorzowie Wielkopolskim przy ulicy Warszawskiej. Został założony w drugiej połowie XIX wieku. Nekropolia ma ponad 3,5 hektarów powierzchni, znajduje się tam około 7 tysięcy grobów. Na cmentarz można wejść od ulicy Warszawskiej i Głowackiego.

## Historia
Po wybudowaniu kościoła parafialnego w latach 1854-55 pod wezwaniem św Krzyża po jego północnej części została założony mały cmentarz. Na początku XX wieku został on powiększony dzięki fundacji Klaudiusza Alkiewicza polskiego szlachcica pochodzenia tatarskiego, który zakupił część posiadłości Gustawa Schrödera. W latach 1920 i 1945 do cmentarza dołączono kolejne działki znacznie go powiększając. Na cmentarzu znajdują się groby powstańców wielkopolskich, więźniów obozów hitlerowskich, oraz osób związanych z Gorzowem Wielkopolskim.  W latach 1945–62 pełnił rolę cmentarza komunalnego, po czym w 1964 roku został zamknięty.  W 1991 roku wpisano go do rejestru zabytków pod numerem KOK-I-368/91 z 09.09.1991 r..
W latach 2000–2014 cmentarzem opiekowało się Stowarzyszenie Rodzin Katolickich, które w 2014 przekazało cmentarz ponownie Parafii Podwyższenia Krzyża Świętego, ponieważ z powodu zmiany statutu nie mogło dalej prowadzić cmentarza. W 2017 roku orkan Ksawery łamiąc drzewa zniszczył na cmentarzu około 50 nagrobków.
We wrześniu 2024 roku cmentarz został przejęty przez miasto.  